# Aulexis
Aulexis là một chi bọ cánh cứng trong họ Chrysomelidae.
Chi này được Baly miêu tả khoa học năm 1863.

## Các loài
Các loài trong chi này gồm:
- Aulexis brevipilosa Medvedev, 2002
- Aulexis buonloicus Eroshkina, 1988
- Aulexis jiangkouensis Tan, 1993
- Aulexis medvedevi Eroshkina, 1988
- Aulexis minor Kimoto & Gressitt, 1982
- Aulexis nepalensis Medvedev & Sprecher-Uebersax, 1997
- Aulexis nigripennis Kimoto & Gressitt, 1982
- Aulexis sichuanensis Tang, 1992
- Aulexis tuberculata Tan, 1993
- Aulexis vietnamicus Eroshkina, 1988